# Glischropus bucephalus
Glischropus bucephalus är en fladdermus i familjen läderlappar som förekommer i Sydostasien. Några populationer som tillhör arten infogades tidigare i Glischropus tylopus.
Med en kroppslängd (huvud och bål) av 40 till 48 mm, en svanslängd av 38 till 43 mm och en vikt av 4 till 5 g är arten större än de andra medlemmarna i samma släkte. Den har 32 till 36 mm långa underarmar och 10 till 12 mm stora öron. Håren som bildar pälsen är på hela längden rödgula. De mörkbruna öronen är avrundade. Vid bakfötterna finns en hälsporre där svansflyghuden är fäst. De övre framtändernas spetsar bildar en linje. Glischropus bucephalus har i överkäken per sida två framtänder, en hörntand, två premolarer och tre molarer. I underkäken finns ytterligare en framtand per sida.
Utbredningsområdet sträcker sig över östra Myanmar, Laos, Vietnam, Kambodja och Thailand. Arten vistas i låglandet. Troligtvis vilar individerna som hos andra arter av samma släkte i ihåliga bambustjälkar. Denna fladdermus delar reviret med arter av släktet Tylonycteris.
Beståndet hotas av skogsröjningar. Hela populationen antas vara stor. IUCN listar arten som livskraftig (LC).